# Litauisches Nationales Symphonieorchester

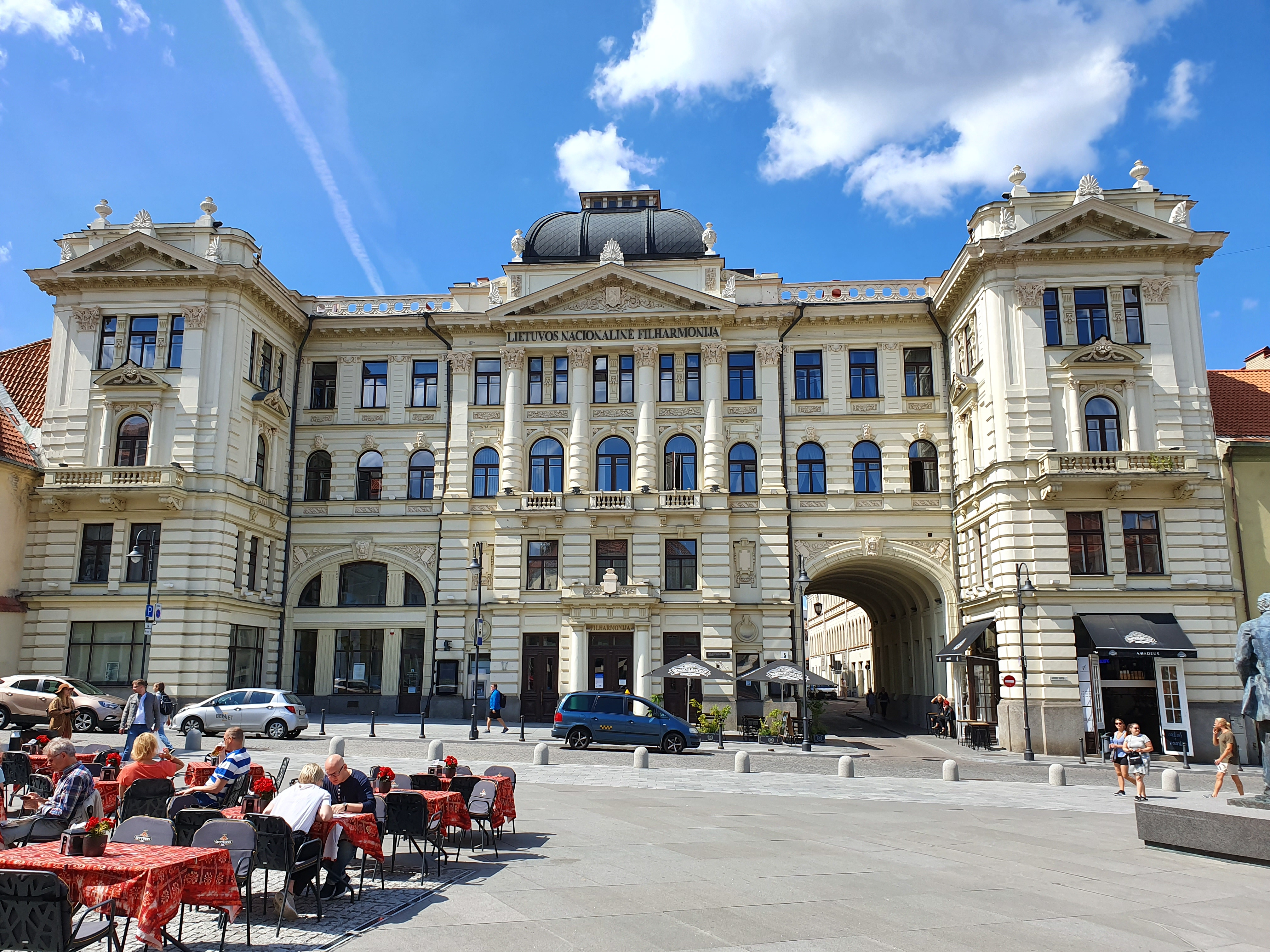
Litauische Nationalphilharmonie, das Konzerthaus des Orchesters

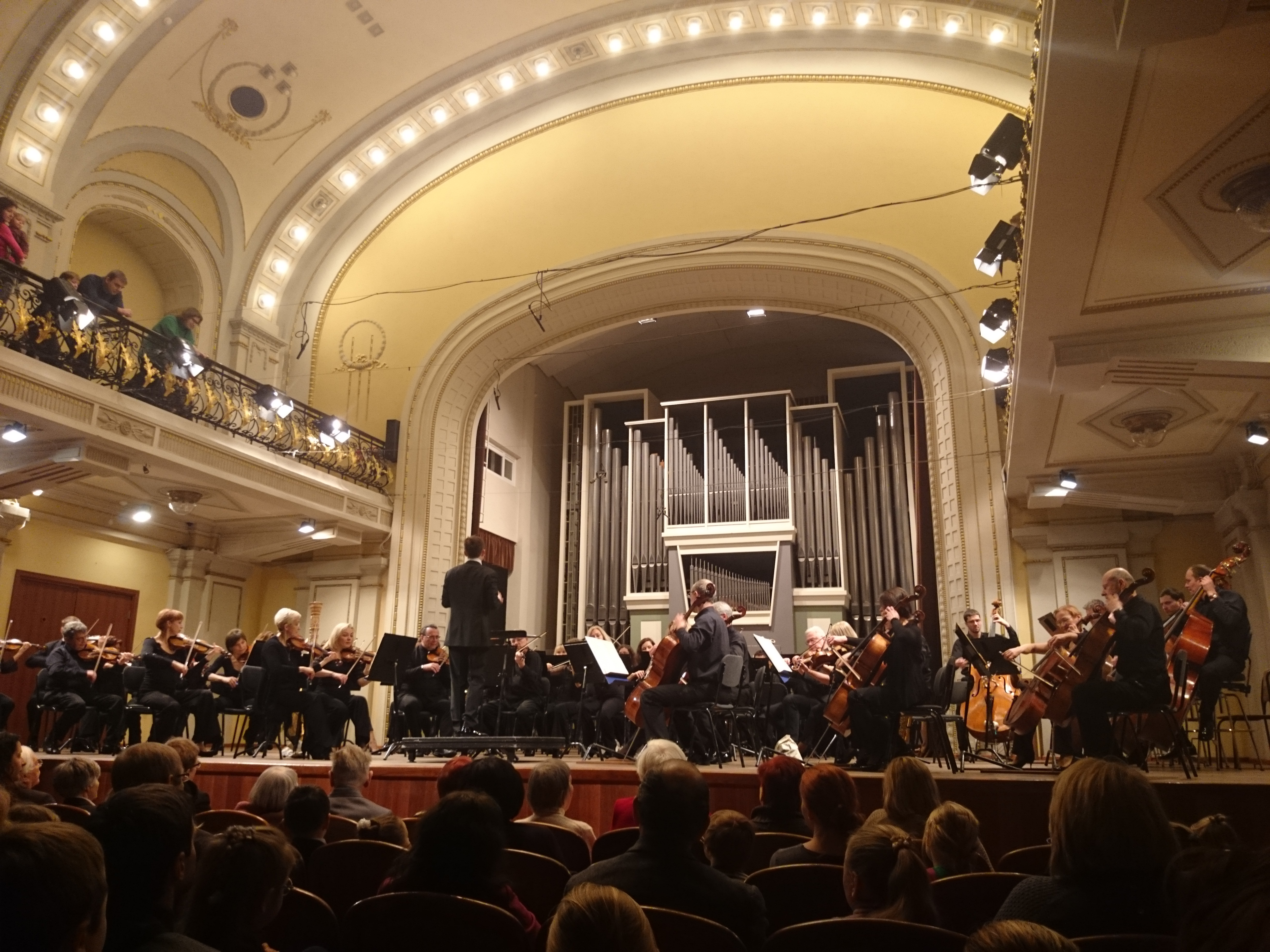
Symphonieorchester bei Lietuvos filharmonija

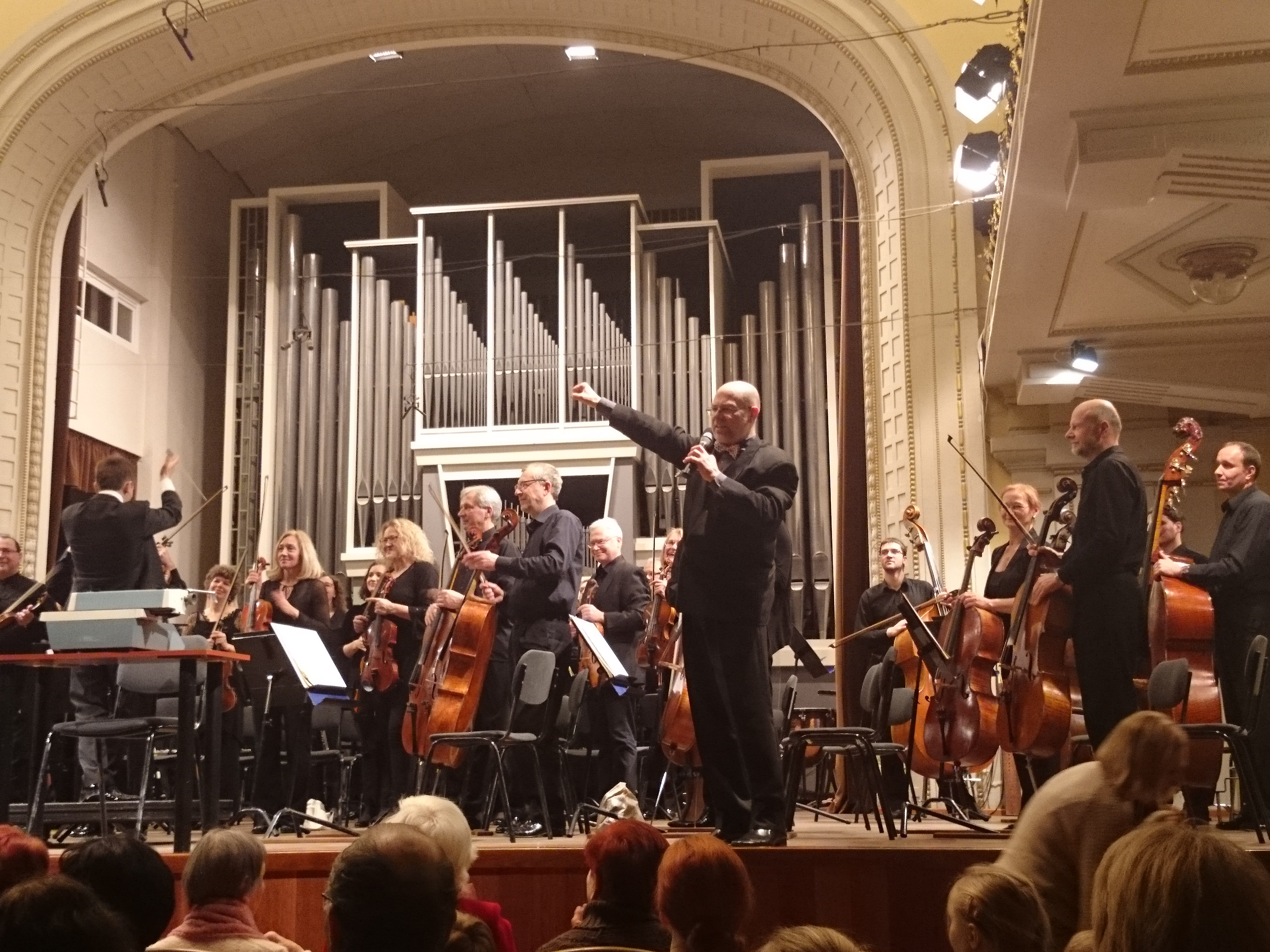
Mit Konzertdirektor Viktoras Gerulaitis, 2015

Das Litauische Nationale Symphonieorchester (lit. Lietuvos nacionalinis simfoninis orkestras, LNSO) ist ein Orchester der Philharmonie Litauens in Vilnius (Litauen). Das LNSO ist in den berühmtesten Konzertsälen von Moskau und Sankt Petersburg aufgetreten und hat an vielen internationalen Festspielen teilgenommen, darunter am Prager Frühlingsfestival, am Internationalen Festival Zeitgenössischer Musik in Sankt Petersburg und am Schleswig-Holstein-Festival.

## Geschichte
Im Oktober 1940 wurde das Sowjetlitauische Philharmonische Sinfonieorchester auf Initiative von Balys Dvarionas gegründet. Das erste Konzert fand am 26. Dezember 1940 statt. Von 1945 bis 1958 gehörte das Orchester dem Lietuvos TSR radijo komitetas.
Zu den Gastsolisten des Orchesters gehörten u. a. die Sänger Elena Čiudakova, Valentinas Adamkevičius, Virgilijus Noreika, Irena Milkevičiūtė, Gražina Apanavičiūtė, Violeta Urmana, Regina Maciūtė, Sergej Larin, Vaclovas Daunoras, Vladimir Prudnikov, Irina Archipova, Algirdas Janutas, Montserrat Caballé und Jessye Norman, die Pianisten Stasys Vainiūnas, Balys Dvarionas, Aldona Dvarionaitė, Petras Geniušas, Mūza Rubackytė, Birutė Vainiūnaitė, Emil Gilels, Dmitri Baschkirow, Daniel Pollack, Lazar Berman, die Geiger Alexander Livont, Raimundas Katilius, Vilhelmas Čepinskis, Leonid Kogan, Vladimir Spivakov, Gidon Kremer, Julian Rachlin, Wiktor Tretjakow, der Bratschist Juri Baschmet, die Cellisten Mstislaw Rostropowitsch, Daniil Schafran, David Geringas, Natalja Gutman und Alexander Rudin.
Das Orchester dirigierten u. a. Stefan Lano, Saulius Sondeckis, Jonas Aleksa, Konradas Kaveckas, Vladimir Fedoseyev, Mstislaw Rostropowitsch, Kurt Masur, Justus Frantz, Cyril Diederich, Neeme Järvi, Christoph Spering, Krzysztof Penderecki, Christoph Eschenbach und Mirga Gražinytė-Tyla.

## Künstlerische Leitung
Künstlerischer Leiter war von 1940 bis 1941 und von 1958 bis 1964 Balys Dvarionas. Von 1964 bis 2015 stand das Orchester unter der Leitung von Chefdirigent Juozas Domarkas. Seit 2015 ist Modestas Pitrėnas künstlerischer Leiter und Chefdirigent.

## Dirigenten
- Balys Dvarionas:  1940–1941 und 1958–1964
- Abelis Klenickis: 1944–1945 und 1958–1963
- Margarita Dvarionaitė: 1961–1993
- Juozas Domarkas: seit 1964
- Robertas Šervenikas: seit 2000
- Modestas Pitrėnas: seit 2004